# Championnat de Géorgie de football 2021
Navigation
Édition précédente Édition suivante
La saison 2021 de l'Erovnuli Liga est la trente-troisième édition de la première division géorgienne. Le championnat voit les dix meilleurs clubs géorgiens s'affronter à quatre reprises, deux fois à domicile et à l'extérieur, pour un total de 36 matchs chacun.
Trois places qualificatives pour les compétitions européennes sont attribuées par le biais du championnat, le champion se qualifiant pour le premier tour de qualification de la Ligue des champions 2022-2023 tandis que le deuxième et le troisième accèdent au premier tour de qualification de la Ligue Europa Conférence 2022-2023. Une autre place pour cette dernière compétition est attribuée au vainqueur de la Coupe de Géorgie 2021. Si celui-ci est déjà qualifié pour une compétition européenne par un autre biais, cette place est réattribuée au championnat, dont la quatrième place devient alors qualificative.
La compétition est remportée par le Dinamo Batoumi, qui remporte le premier titre de champion de son histoire lors de l'avant-dernière journée et se qualifie ainsi pour la Ligue des champions. Le podium est complété par le Dinamo Tbilissi, tenant du titre, et Dila Gori. Ces deux derniers se qualifient quant à eux pour la Ligue Europa Conférence en compagnie du Saburtalo Tbilissi, quatrième et vainqueur de la Coupe de Géorgie. Dans le bas du classement, le FC Samtredia termine dernier et descend directement à l'échelon inférieur tandis que le promu Shukura Kobouleti et le Torpedo Koutaïssi terminent dans les places de barragistes.
Le meilleur buteur de la compétition est le Serbe Zoran Marušić (en), buteur à 16 reprises avec le Dinamo Tbilissi. Il est suivi par Giorgi Pantsulaia et Jambul Jighauri, auteurs de 13 buts chacun en faveur du Dinamo Batoumi.

## Participants
Légende des couleurs
- Premier tour de qualification de la Ligue des champions 2021-2022
- Premier tour de qualification de la Ligue Europa Conférence 2021-2022
- Promu de Pirveli Liga 2020

| Club                  | Classement 2020 | Stade                   | Capacité théorique |
| --------------------- | --------------- | ----------------------- | ------------------ |
| Dinamo Tbilissi       | 1               | Stade Boris-Paichadze   | 54 139             |
| Dinamo Batoumi        | 2               | Stade Batoumi           | 20 000             |
| Dila Gori             | 3               | Stade Tengiz-Burjanadze | 8 230              |
| Lokomotiv Tbilissi    | 4               | Stade Mikheil-Meskhi    | 25 453             |
| Saburtalo Tbilissi    | 5               | Stade Mikheil-Meskhi    | 25 453             |
| FC Telavi             | 6               | Stade Givi Chokheli     | 12 000             |
| FC Samtredia          | 7               | Stade Erosi Manjgaladze | 5 000              |
| Torpedo Koutaïssi     | 8               | Stade Ramaz-Shengelia   | 19 400             |
| Shukura Kobuleti      | 1 (D2)          | Chele Arena             | 6 000              |
| Samgurali Tskhaltoubo | 2 (D2)          | Stade du 26 mai         | 12 000             |

## Compétition

### Classement
Le classement est établi sur le barème de points classique (victoire à 3 points, match nul à 1, défaite à 0).
Pour départager les égalités, on tient d'abord compte des confrontations entre les équipes concernées (points, différence de buts, buts marqués, buts marqués à l'extérieur), puis de la différence de buts générale, et enfin du nombre de buts marqués. 
| \| Rang \| Équipe \| Pts \| J \| G \| N \| P \| Bp \| Bc \| Diff \| \| ---- \| ----------------------- \| --- \| -- \| -- \| -- \| -- \| -- \| -- \| ---- \| \| 1 \| Dinamo Batoumi \| 75 \| 36 \| 21 \| 12 \| 3 \| 73 \| 27 \| +46 \| \| 2 \| Dinamo Tbilissi T S \| 70 \| 36 \| 21 \| 7 \| 8 \| 59 \| 28 \| +31 \| \| 3 \| Dila Gori \| 61 \| 36 \| 17 \| 10 \| 9 \| 48 \| 35 \| +13 \| \| 4 \| Saburtalo Tbilissi C \| 57 \| 36 \| 15 \| 12 \| 9 \| 52 \| 40 \| +12 \| \| 5 \| Lokomotiv Tbilissi \| 53 \| 36 \| 15 \| 8 \| 13 \| 57 \| 59 \| -2 \| \| 6 \| FC Telavi \| 44 \| 36 \| 11 \| 8 \| 17 \| 35 \| 53 \| -18 \| \| 7 \| Samgurali Tskhaltoubo P \| 41 \| 36 \| 9 \| 14 \| 13 \| 34 \| 46 \| -12 \| \| 8 \| Torpedo Koutaïssi \| 40 \| 36 \| 9 \| 13 \| 14 \| 38 \| 44 \| -6 \| \| 9 \| Shukura Kobuleti P \| 27 \| 36 \| 5 \| 12 \| 19 \| 28 \| 49 \| -21 \| \| 10 \| FC Samtredia \| 21 \| 36 \| 5 \| 6 \| 25 \| 33 \| 76 \| -43 \| | Qualifications européennes Ligue des champions 2022-2023 - 1er : premier tour de qualification Ligue Europa Conférence 2022-2023 - C, 2e et 3e : premier tour de qualification Relégation - 8e et 9e : barrages de relégation - 10e : relégation en deuxième division Abréviations - T : Tenant du titre - C : Vainqueur de la Coupe de Géorgie 2021 - S : Vainqueur de la Supercoupe de Géorgie 2021 - P : Promus de Pirveli Liga 2020 |     |    |    |    |    |    |    |      |
| Rang | Équipe | Pts | J  | G  | N  | P  | Bp | Bc | Diff |
| 1 | Dinamo Batoumi | 75  | 36 | 21 | 12 | 3  | 73 | 27 | +46  |
| 2 | Dinamo Tbilissi T S | 70  | 36 | 21 | 7  | 8  | 59 | 28 | +31  |
| 3 | Dila Gori | 61  | 36 | 17 | 10 | 9  | 48 | 35 | +13  |
| 4 | Saburtalo Tbilissi C | 57  | 36 | 15 | 12 | 9  | 52 | 40 | +12  |
| 5 | Lokomotiv Tbilissi | 53  | 36 | 15 | 8  | 13 | 57 | 59 | -2   |
| 6 | FC Telavi | 44  | 36 | 11 | 8  | 17 | 35 | 53 | -18  |
| 7 | Samgurali Tskhaltoubo P | 41  | 36 | 9  | 14 | 13 | 34 | 46 | -12  |
| 8 | Torpedo Koutaïssi | 40  | 36 | 9  | 13 | 14 | 38 | 44 | -6   |
| 9 | Shukura Kobuleti P | 27  | 36 | 5  | 12 | 19 | 28 | 49 | -21  |
| 10 | FC Samtredia | 21  | 36 | 5  | 6  | 25 | 33 | 76 | -43  |

### Matchs
| Résultats (▼dom., ►ext.)                                   | DIL | DBA | DTB | LOK | SAB | SMG | SMT | SHU | TEL | TOR | DIL | DBA | DTB | LOK | SAB | SMG | SMT | SHU | TEL | TOR |
| Dila Gori                                                  |     | 2-1 | 2-0 | 0-0 | 1-2 | 1-2 | 1-1 | 1-0 | 1-1 | 1-1 |     | 2-2 | 1-0 | 2-1 | 0-0 | 2-0 | 3-1 | 1-0 | 1-3 | 1-2 |
| Dinamo Batoumi                                             | 2-0 |     | 1-0 | 1-1 | 4-1 | 2-0 | 2-0 | 1-1 | 3-0 | 1-1 | 2-2 |     | 1-1 | 4-0 | 4-0 | 3-0 | 3-1 | 2-2 | 2-0 | 3-1 |
| Dinamo Tbilissi                                            | 1-0 | 0-1 |     | 2-0 | 4-3 | 1-1 | 2-1 | 1-1 | 1-0 | 1-0 | 0-0 | 1-2 |     | 3-2 | 2-1 | 1-2 | 5-1 | 2-0 | 4-0 | 1-0 |
| Lokomotiv Tbilissi                                         | 1-2 | 2-1 | 1-3 |     | 0-1 | 2-3 | 3-1 | 2-1 | 3-2 | 3-1 | 0-4 | 0-0 | 2-2 |     | 3-2 | 2-2 | 4-2 | 1-0 | 2-3 | 1-1 |
| Saburtalo Tbilissi                                         | 3-0 | 0-0 | 0-4 | 2-0 |     | 2-0 | 4-0 | 2-2 | 0-0 | 0-0 | 0-0 | 1-1 | 0-1 | 1-2 |     | 2-1 | 5-1 | 2-1 | 2-1 | 3-0 |
| Samgurali Tskhaltoubo                                      | 1-2 | 0-0 | 2-0 | 1-3 | 0-0 |     | 0-1 | 1-0 | 1-1 | 2-1 | 1-3 | 0-3 | 2-2 | 0-0 | 1-1 |     | 4-0 | 0-0 | 0-1 | 0-0 |
| FC Samtredia                                               | 0-2 | 0-2 | 0-2 | 3-4 | 2-3 | 2-3 |     | 2-2 | 2-1 | 0-0 | 1-2 | 1-0 | 0-0 | 1-0 | 0-2 | 1-2 |     | 1-1 | 0-2 | 4-1 |
| Shukura Kobuleti                                           | 1-1 | 1-8 | 0-2 | 0-1 | 0-0 | 2-0 | 1-0 |     | 2-0 | 0-2 | 4-0 | 0-2 | 0-4 | 0-1 | 1-2 | 0-0 | 2-0 |     | 1-1 | 0-1 |
| FC Telavi                                                  | 0-2 | 1-2 | 0-3 | 2-2 | 0-2 | 0-0 | 1-0 | 1-0 |     | 0-4 | 0-2 | 0-1 | 1-0 | 2-1 | 2-1 | 1-1 | 2-1 | 2-1 |     | 1-3 |
| Torpedo Koutaïssi                                          | 1-0 | 0-1 | 0-2 | 1-3 | 1-1 | 0-0 | 1-1 | 0-0 | 2-2 |     | 0-3 | 2-2 | 0-1 | 0-1 | 1-1 | 4-1 | 4-1 | 2-1 | 0-1 |     |
| - Victoire à domicile - Match nul - Victoire à l'extérieur |     |     |     |     |     |     |     |     |     |     |     |     |     |     |     |     |     |     |     |     |

### Barrages de relégation
Deux barrages de relégation sont disputés en fin de saison afin de déterminer les derniers participants de l'exercice 2022. Opposant les deux derniers non-relégués de première division et les deux meilleurs non-promus du deuxième échelon, ces barrages prennent place les 8 et 12 décembre 2021.
La confrontation entre le Shukura Kobuleti et le FC Gagra s'achève sur la victoire de ce dernier à la faveur d'un succès 1-0 au match retour, entérinant la relégation du Shukura et la promotion de Gagra. Le barrage entre le Merani Martvili et le Torpedo Koutaïssi s'achève dans un premier temps sur un succès du premier à l'issue du match aller sur le score de 2-0 avant de finalement l'emporter grâce à un troisième et dernier but inscrit lors de la prolongation pour assurer son maintien.
| Équipe                | Aller | Total | Retour   | Équipe                 |
| --------------------- | ----- | ----- | -------- | ---------------------- |
| Merani Martvili (D2)  | 2 - 0 | 2 - 3 | 0 - 3 ap | (D1) Torpedo Koutaïssi |
| Shukura Kobuleti (D1) | 0 - 0 | 0 - 1 | 0 - 1    | (D2) FC Gagra          |

Légende des couleurs
- Le club se maintient en première division.
- Promotion en première division.
- Le club reste en deuxième division.
- Relégation en deuxième division.